# Assorbente igienico

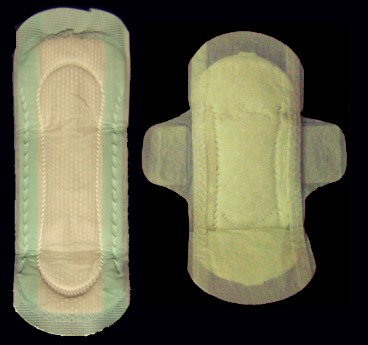
Assorbente igienico esterno di tipo normale (a sinistra) e con le ali (a destra).

L'assorbente igienico è un tampone per l'igiene intima della donna.

## Assorbenti igienici
Gli assorbenti igienici o assorbenti sono elementi assorbenti che vengono indossati dalle donne per assorbire il flusso mestruale, dopo aver subito interventi vaginali, in caso di perdita di lochi (fluidi vaginali dopo parto) o a seguito di un aborto o in qualsiasi tipo di situazione in cui sia necessario assorbire un flusso di sangue dalla vagina.
Gli assorbenti igienici non vanno confusi con gli assorbenti generali, usati per problemi di incontinenza urinaria (uomini o donne).

## Storia
Negli anni le donne hanno utilizzato svariati metodi per contenere il flusso mestruale.
Gli assorbenti sono stati utilizzati per la prima volta a Suda, quando Ipazia si dice abbia tirato un suo assorbente fatto di stracci ad un suo spasimante nel tentativo di scoraggiarlo.
Le donne in passato usavano strisce di stoffa ricavate da vecchi vestiti, per trattenere il flusso mestruale.
Gli assorbenti usa e getta sono stati creati da un’idea di Benjamin Franklin per fermare il sanguinamento dei soldati feriti in battaglia.
Da questa scoperta, Johnson & Johnson nel 1888 creò i primi usa e getta destinati esclusivamente al pubblico femminile, venduti nello stesso anno in America.
Inizialmente le prime ad utilizzare gli assorbenti usa e getta, creati dalle bende ottenute dalla pasta di legno (cellulosa mista a cotone), furono le infermiere, che avevano più facilmente la possibilità di accedervi, anche se troppo costosi da buttare.
Kotex, una marca conosciuta all'epoca, sfruttò l’idea delle infermiere, pubblicizzandoli e mettendoli in commercio nel 1888, stesso anno di Johnson & Johnson.
Anche quando gli assorbenti usa e getta vennero messi in commercio, per molti anni ancora le donne continuarono a fabbricarli da sole da stracci di vestiti vecchi perché gli usa e getta erano troppo costosi.
Quando tutti divennero in grado di comprarli, alle donne venne data la possibilità di servirsi da sole nei negozi, mettendo i soldi in una scatola, cosicché non dovessero chiedere ai commessi di farsi dare il prodotto richiesto. Ci vollero molti anni per far sì che gli assorbenti igienici sfatassero il tabù sul ciclo mestruale.
Gli assorbenti usa e getta avevano forma rettangolare, erano fatti di cotone e ricoperti da uno strato assorbente. Originariamente, lo strato assorbente si estendeva su tutta la superficie, incastrandosi in una specie di cintura indossata sotto i pantaloni, che però non manteneva l’assorbente stabile.
L’assorbente munito di cintura sparì nel 1970, quando una striscia adesiva venne posizionata al di sotto dell’assorbente igienico, per far sì che rimanesse fermo e attaccato alle mutande.
Il disegno ergonomico e i materiali usati nel corso degli anni cambiarono dagli anni 80 e continuano a cambiare ancora oggi. Nei primi materiali però, pur possedendo un certo spessore, la trama non era fitta abbastanza da contenere pienamente il flusso mestruale, causando il problema delle fuoriuscite. Una delle variazioni introdotte all'assorbente furono delle piccole “ali”, per contenere meglio il ciclo, riducendo lo spessore dell’assorbente, mantenendolo più stabile.
I materiali principalmente usati erano lo sfagno e il poliacrilato; quest’ultimo è un gel assorbente ricavato dal petrolio, come la maggior parte dei materiali usati per gli assorbenti. La parte centrale di esso è fatto da clorino ricavato dal legno, usato di frequente per ridurre lo spessore, con il supplemento del poliacrilato in grado di assorbire liquidi velocemente riuscendo a mantenere la stessa forma anche sotto pressione. Per il rivestimento esterno viene usato il polipropilene non lavorato, ovvero che non è stato precedentemente tessuto, con l'aggiunta di uno strato di polietilene, anch'essi ottenuti dal petrolio.
Gli assorbenti igienici tornarono di moda tra gli anni '80 e '90, perché col cambiare degli anni le donne iniziarono a richiedere assorbenti che potessero non essere notati sotto i vestiti, comodi, e che facessero loro risparmiare tempo e denaro.

## Tipi di assorbenti igienici

### Materiali
I materiali principalmente utilizzati per produrre gli assorbenti igienici sono, rayon sbiancato ovvero un tipo di cellulosa ricavato dalla pasta di legno; il cotone e la plastica. In aggiunta al loro interno sono inseriti profumi e agenti antibatterici. La parte interna del prodotto è spesso riempita di polvere di polimero perché assorbente, che diventa gel se inumidito.

## Modelli
Esistono svariati tipi di assorbenti:
- Salvaslip: creati per contenere piccole perdite giornaliere o leggere perdite di sangue anche detto spotting, leggere incontinenze urinarie.
- Assorbenti regolari: assorbenti di media larghezza a forma rettangolare.
- Super o maxi assorbenti: assorbenti igienici grandi, in grado di assorbire di più rispetto a uno regolare, solitamente utilizzati all'inizio del ciclo mestruale per via della abbondante fuoriuscita di sangue.
- Notturni: assorbenti con una superficie più lunga appositamente concepiti per l'uso durante il riposo notturno, poiché non si può cambiare l'assorbente per molte ore e, rigirandosi nel sonno, c'è un rischio maggiore di fuoriuscite; molto spesso usati anche di giorno in caso di flussi molto abbondanti.
- Assorbenti igienici per la maternità: questo tipo di assorbenti è solitamente più lungo rispetto a quelli super/maxi, disegnati appositamente per assorbire i lochi, ovvero i fluidi che fuoriescono dalla vagina dopo il parto, e possono anche assorbire eventuali perdite di urina.
- Assorbenti interni o tamponi: gli assorbenti interni sono piccoli cilindri con attaccato in fondo una piccola cordicella, fatti di materiali assorbente che possono essere rayon o il cotone, utilizzati principalmente come prodotto di igiene femminile.

La forma, la capacità di assorbenza e la lunghezza possono variare dalla fabbrica che li produce come i profumi utilizzati, ma solitamente quelli usati durante il giorno sono più sottili e meno lunghi, al contrario di quelli utilizzati di notte che sono più lunghi e larghi.